# Königliche Oper (Versailles)

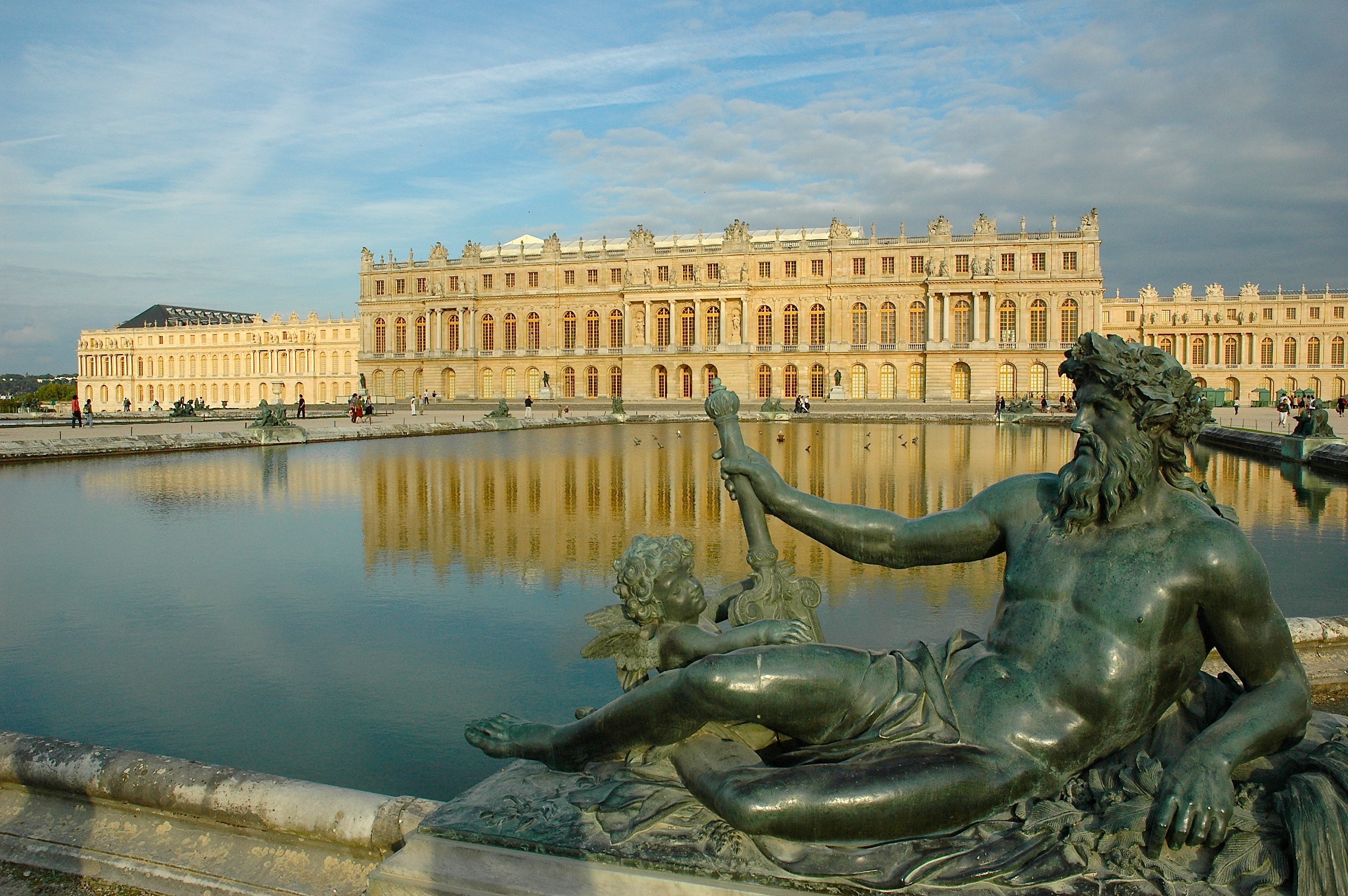
Das Schloss von Versailles: Der Nordflügel am linken Bildrand wird vom Dach des Opernhauses überragt

Die Königliche Oper (fr.: Opéra royal du château de Versailles) des Schlosses von Versailles in Frankreich wurde 1770 unter Ange-Jacques Gabriel in der Regierungszeit Ludwig XV. vollendet. Die Errichtung des heutigen Opernhauses war eines der letzten großen Bauprojekte des Ancien Régimes in Versailles. Es ist bis in die Gegenwart weitgehend unverändert erhalten geblieben und wird noch heute regelmäßig bespielt.

## Geschichte des Opernhauses

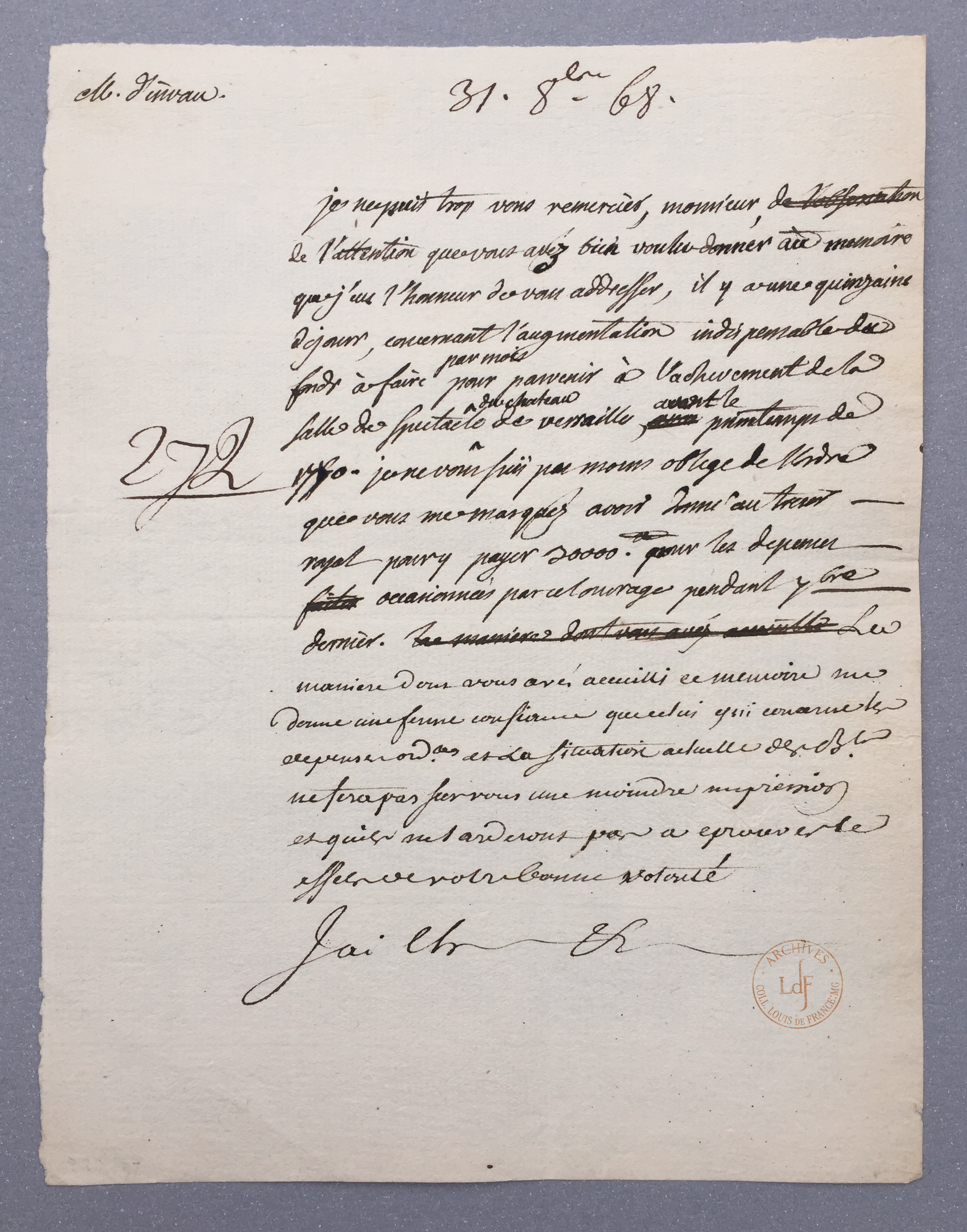
Der Marquis de Marigny, Bruder der Madame de Pompadour und Directeur générale des Bâtiments, bittet Étienne Maynon d’Invault (contrôleur général des finances) um eine Erhöhung der finanziellen Mittel zur Fertigstellung der königlichen Oper von Versailles bis zum Frühjahr 1770. Briefentwurf, 31. Oktober 1768.

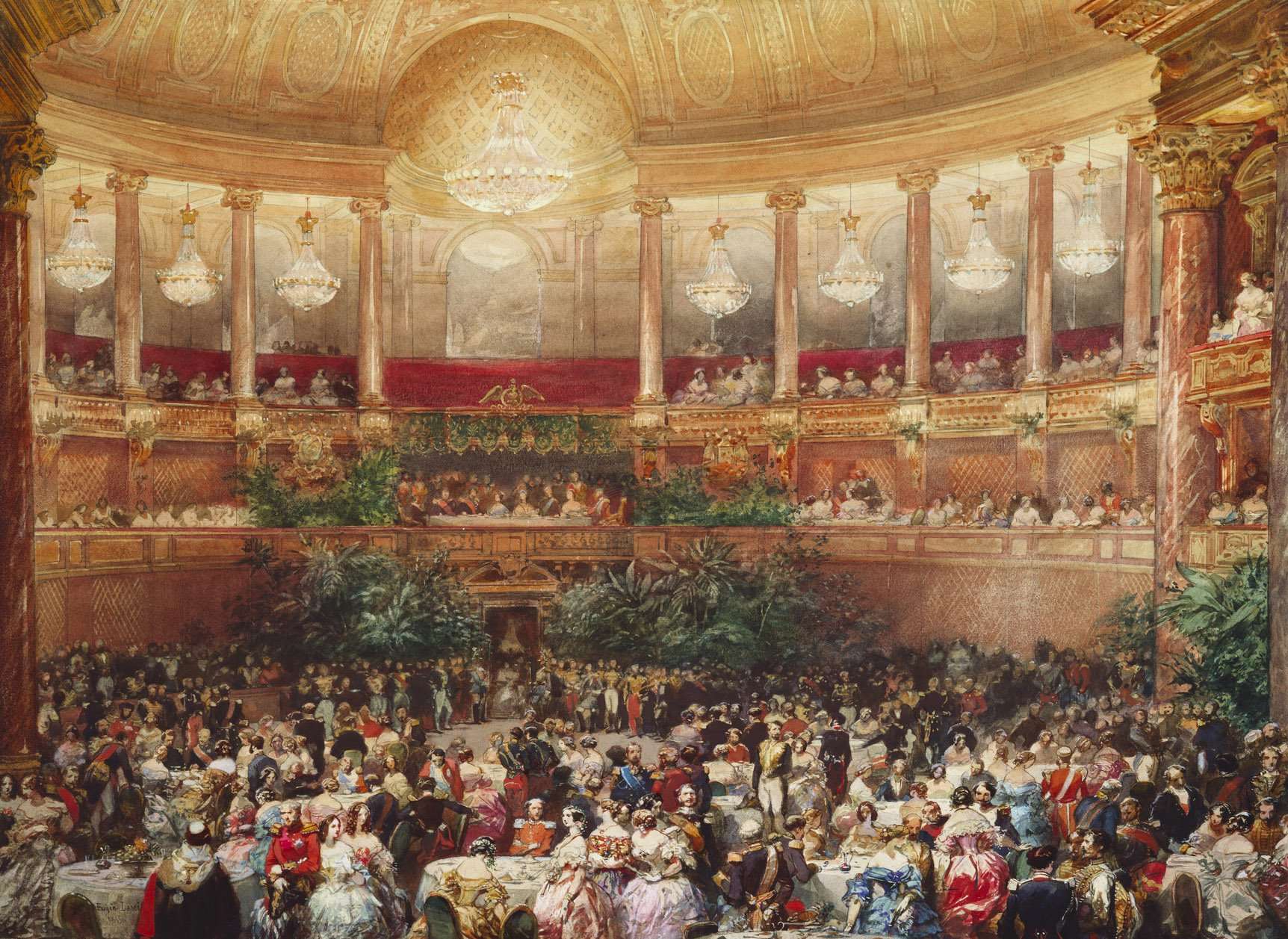
Festbankett in der Hofoper zu Ehren der britischen Königin Viktoria, 1855

Das Versailler Schloss war in der zweiten Hälfte des 17. Jahrhunderts durch den Sonnenkönig Ludwig XIV. von einem kleinen Jagdsitz zur dauerhaften königlichen Residenz ausgebaut worden. Obwohl sich Versailles in dieser Zeit zu einem Musenhof der Französischen Oper entwickelte, fehlte aus finanziellen Gründen ein festes Gebäude für die Schauspiele. Ein 1682 von Jules Hardouin-Mansart vorgestelltes Projekt blieb unausgeführt und Theater- und Singspiele wurden bis ins 18. Jahrhundert hinein in wechselnden Räumen mit mobilen Tribünen bespielt.
Ludwig XV. beauftragte den Hofarchitekten Ange-Jacques Gabriel 1748 mit dem Bau einer festen Hofoper im Schloss, die Pläne blieben jedoch fast 20 Jahre lang unangetastet. Den Anlass zum Bau des Opernhauses gab schließlich die Vermählung des Thronfolgers Ludwig XVI. mit der österreichischen Erzherzogin Marie-Antoinette. Die Eröffnung im Rahmen der Hochzeitsfeierlichkeiten fanden – nach nur rund zweijähriger Bauzeit – am 16. Mai 1770 statt, aufgeführt wurde eine Neufassung von Jean-Baptiste Lullys Werk Persée. Die Hofoper wurde bis zum Ende des Ancien Regime neben den regelmäßigen Aufführungen auch für Bälle und ähnliche Ereignisse genutzt, so 1777 und 1781 beim Empfang Josephs II. und 1784 beim Empfang des schwedischen Königs Gustav III. Im 19. Jahrhundert diente das Opernhaus einige Jahre als Sitzungssaal der französischen Nationalversammlung. Am 25. August 1855 gab Napoleon III dort ein Souper für Königin Viktoria von England. Danach verfiel das Theater und wurde als Schuppen genutzt. Am 9. April 1957 wurde es nach umfänglicher Sanierung und Restaurierung  in Anwesenheit von Königin Elisabeth II von England mit einer Aufführung der Ballettoper „Les Indes galantes“ von Jean-Philippe Rameau wiedereröffnet.
Das Opernhaus wird bis in die Gegenwart regelmäßig bespielt. Von 2007 bis 2009 wurde es für rund 12 Millionen Euro renoviert.

## Ausstattung

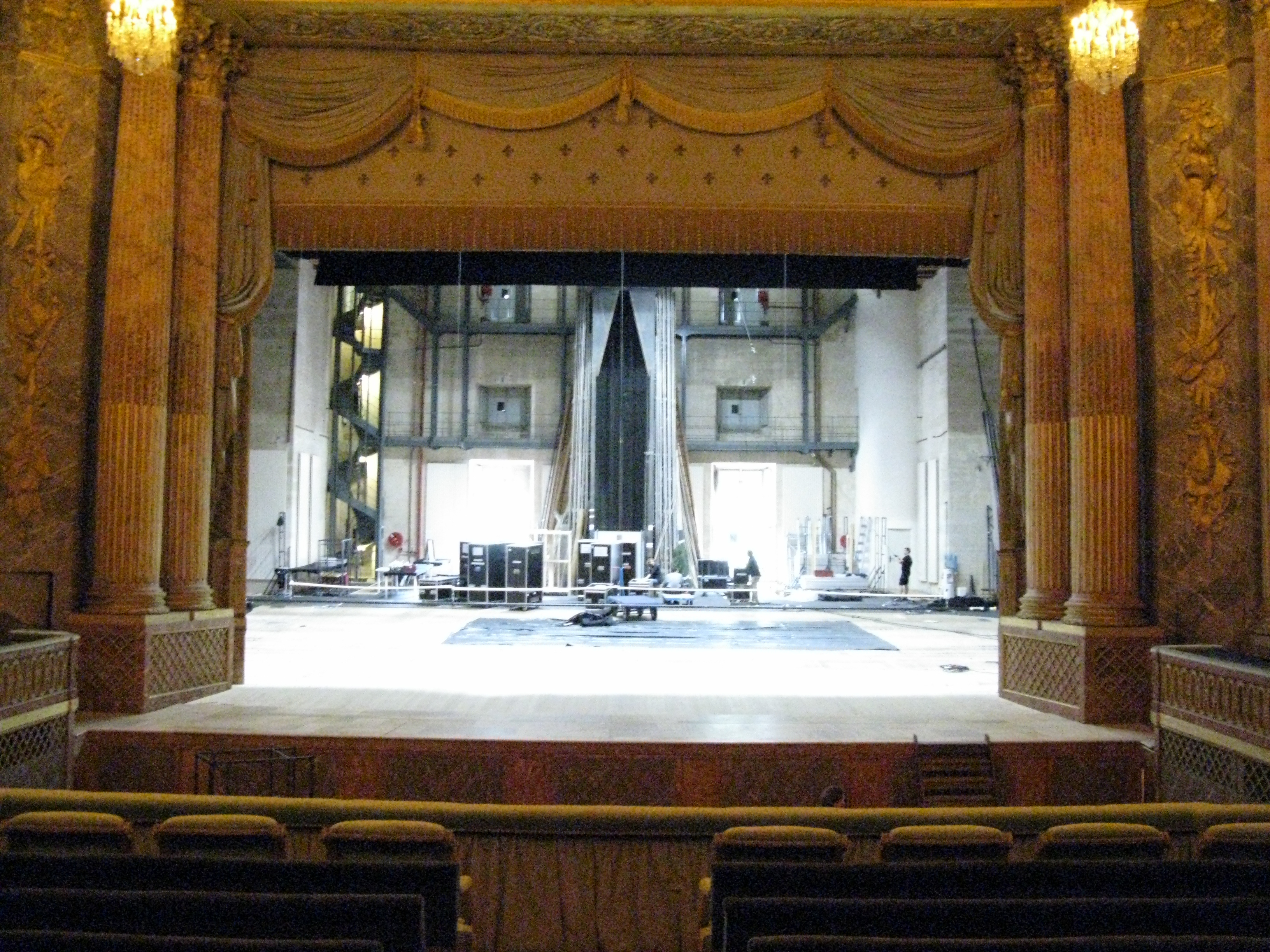
Der Opernsaal, Blick zur Bühne

Das Opernhaus befindet sich – von außen kaum kenntlich – am Ende des Nordflügels des Versailler Schlosses. Die Ausstattung des ovalen Raumes ist aus Gründen der Akustik vollständig aus Holz errichtet, sämtliche zum Opernsaal führenden Treppenhäuser und Galerien sind aus Stein gefertigt, um im Falle eines Brandes das Übergreifen des Feuers auf das übrige Schloss zu verhindern. Der Orchestergraben bietet Platz für 80 Musiker, der Zuschauerraum kann mehr als 700 Gäste aufnehmen. Das Parkett konnte mit Hilfe einer Hebemechanik auf das Niveau des Bühnenbodens angehoben werden, so dass der Zuschauerraum der Oper auch für Bälle und Bankette nutzbar wurde.
Der von Gabriel gestaltete Zuschauerraum verzichtet auf die im 18. Jahrhundert noch übliche Gestaltung mit einzelnen Logen, das Publikum der Ränge findet stattdessen auf drei terrassenartigen Tribünen seinen Platz. Der Saal verweist mit seinen hohen korinthischen Säulenstellungen und der angedeuteten Form eines Amphitheaters bereits auf den Klassizismus, ist mit seiner Ornamentik und der kräftigen Farbgebung jedoch noch dem Stil des Louis-quinze zuzuordnen. Das Zentrum des Zuschauerraums wird von der königlichen Loge gebildet, deren Ehrenplatz auf der Höhe des dritten Rangs von einem Halbkuppelgewölbe betont wird. Auf der Höhe des zweiten Rangs befindet sich außerdem eine hinter Gittern verborgene, zweite Loge, die es dem König möglich machte, ungesehen zu den Aufführungen zu erscheinen.